# Nikolaos Platon
Nikolaos Platon (* 8. Januar 1909 auf Kefalonia; † 28. März 1992 in Athen) war ein griechischer Archäologe und der Ausgräber des minoischen Palastes von Kato Zakros auf Kreta. Er studierte an der Universität Athen. Eine seiner großen Leistungen auf dem Gebiet der Archäologie war die Aufstellung einer zweiten  relativen Chronologie der  minoischen Kultur. Im Gegensatz zu  Evans’ chronologischen System, das sich nach der Stratigrafie in Knossos richtet, beruht seine 1958 aufgestellte Chronologie ausschließlich auf den Bau- und Zerstörungsphasen der minoischen Paläste, eingeteilt in Vor- (Prae-), Alt- (Proto-), Neu (Neo-) und Nach- (Post-) palastzeit (palatikum).

## Werke
- Corpus der minoischen und mykenischen Siegel, Bd. 2., Iraklion, Archäologisches Museum
  - Teil 1: Die Siegel der Vorpalastzeit. Zabern, Mainz 1969
  - Teil 2: Die Siegel der Altpalastzeit. (mit Ingo Pini, Gisela Salies und André Dessenne) Zabern, Mainz 1977, ISBN 978-3-8053-3992-6
  - Teil 3: Die Siegel der Neupalastzeit. (mit Ingo Pini) Zabern, Mainz 1984, ISBN 978-3-8053-4043-4
  - Teil 4: A. Die Siegel der Nachpalastzeit. B. Undatierbare spätminoische Siegel. (mit Ingo Pini) Zabern, Mainz 1985, ISBN 978-3-8053-4044-1
- Kreta. München 1980, ISBN 3-453-35001-4